# Wanchai Tower
La Wanchai Tower (灣仔政府大樓) est un gratte-ciel de 137 mètres de hauteur situé à Hong Kong en Chine construit en 1985.
L'architecte de l'immeuble est le Hong Kong Architectural Services Department
Sur la façade de l'immeuble ont été installés des panneaux solaires. Avec 500 m2 de panneaux solaires c'était à son installation le plus important système de production solaire à Hong Kong, avec une puissance maximale de 55 kW.